# Fushimi-ku (Kyōto)
Fushimi-ku (japanisch 伏見区) ist einer von elf Stadtbezirken (ku) von Kyōto, Japan.

## Etymologie
Obwohl er heute anders geschrieben wird, kommt der Name Fushimi von fusu und mizu, was „verstecktes Wasser“ oder „unterirdisches Wasser“ bedeutet. Das Wasser von Fushimi ist besonders weich und ein wichtiger Bestandteil eines bestimmten hier gebrauten Sake. Der Bezirk wies 2002 die zweitgrößte Sakeproduktion in Japan auf und ist Sitz des Sakeproduzenten Gekkeikan.

## Geschichte
Fushimi-ku entstand am 1. April 1931 aus der Eingemeindung der kreisfreien Stadt Fushimi (伏見市, -shi), der Stadt Fukakusa (深草町, -chō), der Dörfer Horiuchi (堀内村, -mura), Mukaijima (向島村, -mura), Nōso (納所村, -mura), Shimotoba (下鳥羽村, -mura), Takeda (竹田村, -mura) und Yokoōji (横大路村, -mura) je aus dem Landkreis Kii, sowie dem Dorf Daigo (醍醐村, -mura) aus dem Landkreis Uji.

## Sehenswürdigkeiten
Zu den bekanntesten Plätzen des Bezirks gehören der Fushimi Inari-Schrein mit Tausenden von Torii, die die Wege bergauf und bergab säumen: die ursprünglich von Toyotomi Hideyoshi errichtete Burg Fushimi mit ihren wiederhergestellten Türmen und ihrem golddekorierten Teeraum, sowie das Teradaya, ein Gasthaus, bei dem Sakamoto Ryōma angegriffen und verletzt wurde. Des Weiteren der Gokōgu-Schrein, der einen beim Bau der Burg von Fushimi verwendeten Stein beherbergt. Das Wasser des Schreins ist in Japan berühmt als eines der besten und klarsten des Landes. Im Ortsteil Yodo-honmachi finden sich zudem die Ruinen der Burg Yodo.

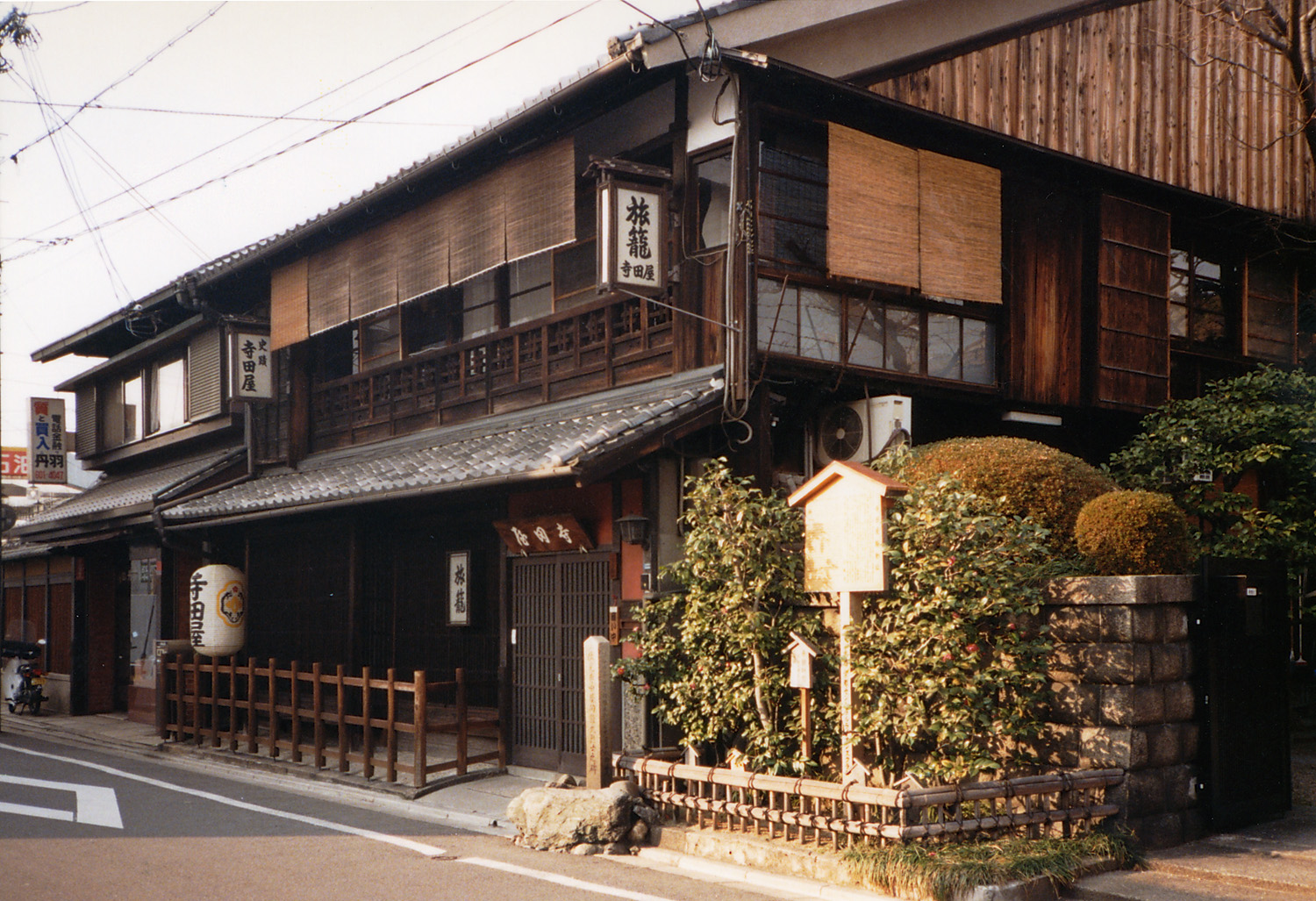
Das Gasthaus Teradaya
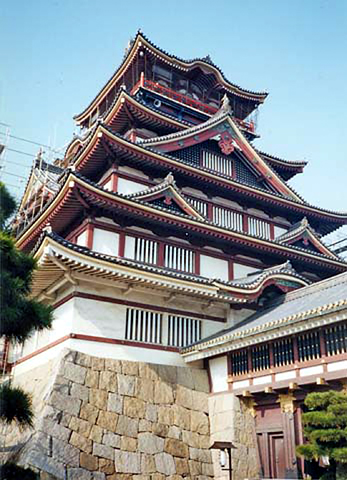
Die Burg von Fushimi